# Reza Haghighi
Reza Haghighi (ur. 1 lutego 1989 w Meszhedzie) – irański piłkarz występujący na pozycji pomocnika w irańskim klubie Persepolis oraz w reprezentacji Iranu. Znalazł się w kadrze na Mistrzostwa Świata 2014.